# Johann Lorenz Schiedmayer

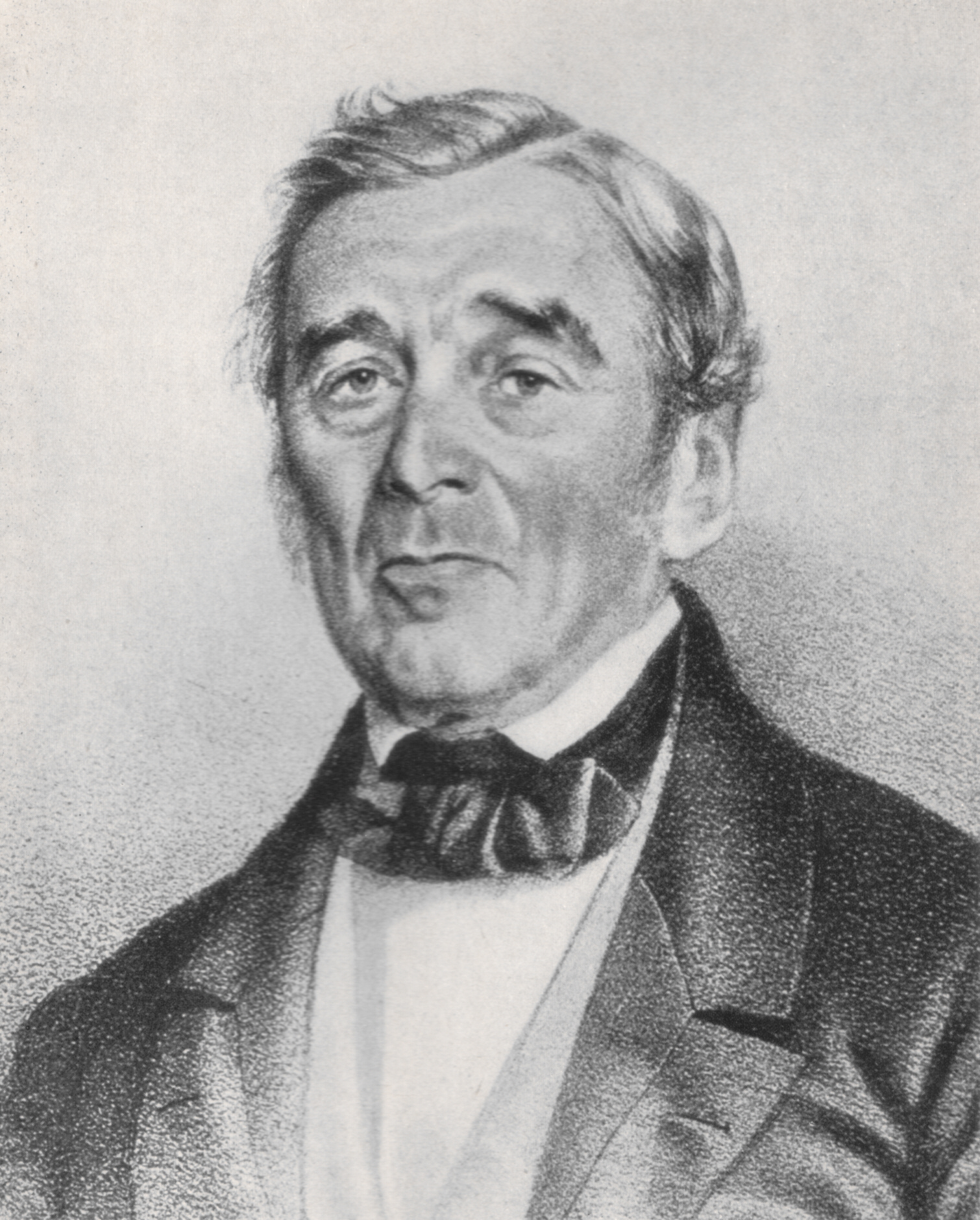
Johann Lorenz Schiedmayer

Johann Lorenz Schiedmayer (* 2. Dezember 1786 in Erlangen; † 3. April 1860 in Stuttgart) war ein deutscher Klavierbauer.

## Leben
Johann Lorenz Schiedmayer wurde im Jahr 1786 in Erlangen als Sohn des Klavierbauers Johann David Schiedmayer geboren. Er erlernte das Handwerk in der Werkstatt seines Vaters, führte nach dessen Tod im Jahr 1805 den väterlichen Betrieb weiter. Im Jahr 1806 verließ er seine Heimatstadt und zog nach Wien, wo er sich bei Andreas und Nannette Streicher weiterbildete. Dort lernte er Carl Friedrich Dieudonné kennen, mit dem er nach seinem Umzug nach Stuttgart im Jahre 1809 in der Charlottenstraße 4 eine erste gemeinsame Werkstatt aufbaute. Als Friedrich Silcher für zwei Jahre nach Stuttgart zog, wohnte er im Haus der Klavierbauer. Diese Freundschaft hielt Jahrzehnte weiter an. 
1821 wurde ein neues Firmengebäude vom Hofbaumeister Nikolaus Friedrich von Thouret in der Neckarstraße 14 bis 16 gebaut, auf dem heutigen Gelände des Hauses der Geschichte und der Staatlichen Hochschule für Musik und Darstellende Kunst, deren Mitbegründer er auch war. Nach dem Tod von Carl Friedrich Dieudonné im Jahr 1825 führte Johann Lorenz Schiedmayer den Betrieb alleine weiter. Johann Lorenz Schiedmayer war der erste Klavierbauer in Deutschland, der die Englische Mechanik einführte. Genauso war er einer der ersten Arbeitgeber in Stuttgart, die in die industrielle Fertigung einstiegen und sich sozialen Standards in der Produktion öffneten. 
Im Jahr 1845 gründete er zusammen mit seinen beiden älteren Söhnen Adolf und Hermann die Firma Schiedmayer & Soehne. Seine beiden jüngeren Söhne Julius und Paul schickte er nach Paris, wo sie bei Alexandre-François Debain den Harmoniumbau erlernten. Dort kamen sie auch in Kontakt mit Victor Mustel, dem späteren Erfinder der Celesta. Wieder in Stuttgart gründeten sie in direkter Nachbarschaft zu Schiedmayer & Soehne in der Neckarstraße 12 die Firma J & P Schiedmayer, später Schiedmayer Pianofortefabrik, die erste Harmoniumfabrik Deutschlands. 
Mit seinem Tod 1860 hinterließ er seinen Söhnen zwei industrielle Großbetriebe. Aufgrund seiner Verdienste für die süddeutsche Wirtschaft wurde er 1896 beim Bau der Königlichen Zentrale für Gewerbe und Handel, heute Haus der Wirtschaft, mit einem Relief geehrt. Sein Grab befindet sich auf dem historischen Fangelsbachfriedhof und steht unter Denkmalschutz. Regula Rapp, heutige Rektorin der Musikhochschule Stuttgart, schreibt in ihrem Buch Musikstädte der Welt über die Bedeutung Johann Lorenz Schiedmayers: „Von den Historikern sollte Schiedmayer später gar zu den ,Vätern der württembergischen Industrie' gezählt werden.“